# Роалес-де-Кампос
Роалес-де-Кампос (ісп. Roales de Campos) — муніципалітет в Іспанії, у складі автономної спільноти Кастилія-і-Леон, у провінції Вальядолід. Населення — 209 осіб (2010).
Муніципалітет розташований на відстані близько 230 км на північний захід від Мадрида, 75 км на північний захід від Вальядоліда.

## Демографія
Динаміка населення (INE ):